# Castelo Melhor
Castelo Melhor é uma povoação portuguesa sede da Freguesia de Castelo Melhor do Município de Vila Nova de Foz Côa, freguesia com 36,41 km² de área e 168 habitantes (censo de 2021), tendo, por isso, uma densidade populacional de 4,6 hab./km².
Possui uma estação ferroviária, outrora integrada na linha do Douro, e que foi desativada em 1988.

## Demografia
A população registada nos censos foi:
| Distribuição da População por Grupos Etários | Distribuição da População por Grupos Etários | Distribuição da População por Grupos Etários | Distribuição da População por Grupos Etários | Distribuição da População por Grupos Etários |
| -------------------------------------------- | -------------------------------------------- | -------------------------------------------- | -------------------------------------------- | -------------------------------------------- |
| Ano                                          | 0-14 Anos                                    | 15-24 Anos                                   | 25-64 Anos                                   | > 65 Anos                                    |
| 2001                                         | 27                                           | 36                                           | 149                                          | 124                                          |
| 2011                                         | 6                                            | 16                                           | 109                                          | 97                                           |
| 2021                                         | 5                                            | 5                                            | 65                                           | 93                                           |

## Localidades
A Freguesia é composta por duas aldeias:
- Castelo Melhor
- Orgal

## Património
- Igreja Matriz de Castelo Melhor
- Capela de Santa Bárbara
- Capela do Anjo São Gabriel
- Castelo de Castelo Melhor
- Sítios de Arte Rupestre do Vale do Côa#Núcleo de arte rupestre da Broeira - Património Mundial UNESCO (1998)
- Sítios de Arte Rupestre do Vale do Côa#Núcleo de arte rupestre da Fonte Frieira - Património Mundial UNESCO (1998)
- Sítios de Arte Rupestre do Vale do Côa#Núcleo de arte rupestre de Meijapão - Património Mundial UNESCO (1998)
- Sítios de Arte Rupestre do Vale do Côa#Núcleo de arte rupestre da Penascosa - Património Mundial UNESCO (1998)
- Sítios de Arte Rupestre do Vale do Côa#Núcleo de arte rupestre do Vale dos Namorados
- Sítios de Arte Rupestre do Vale do Côa#Núcleo de arte rupestre da Canada da Moreira
- Sítios de Arte Rupestre do Vale do Côa#Núcleo de arte rupestre da Canada do Amendoal